# Télex

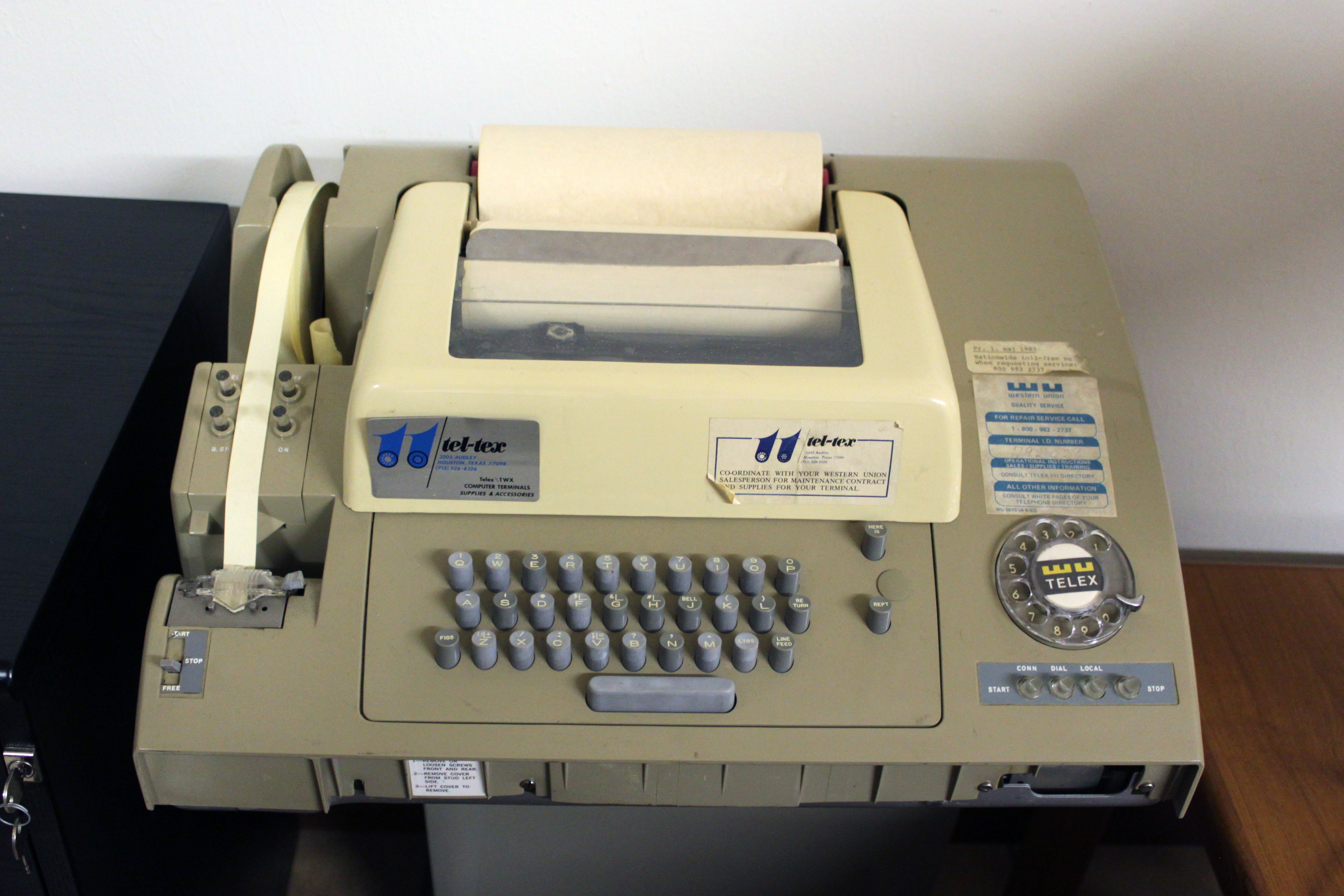
Un Teletype Model 32 utilizado para el servicio de Télex

La red télex es una red de teletipos conmutada de cliente a cliente similar a una red telefónica, que utiliza circuitos de conexión de grado telégrafo para mensajes de texto bidireccionales. El télex fue un método importante para enviar mensajes escritos electrónicamente entre empresas durante el período posterior a la Segunda Guerra Mundial. Su uso disminuyó a medida que la máquina de fax creció en popularidad en la década de 1980.

## Red de teletipos

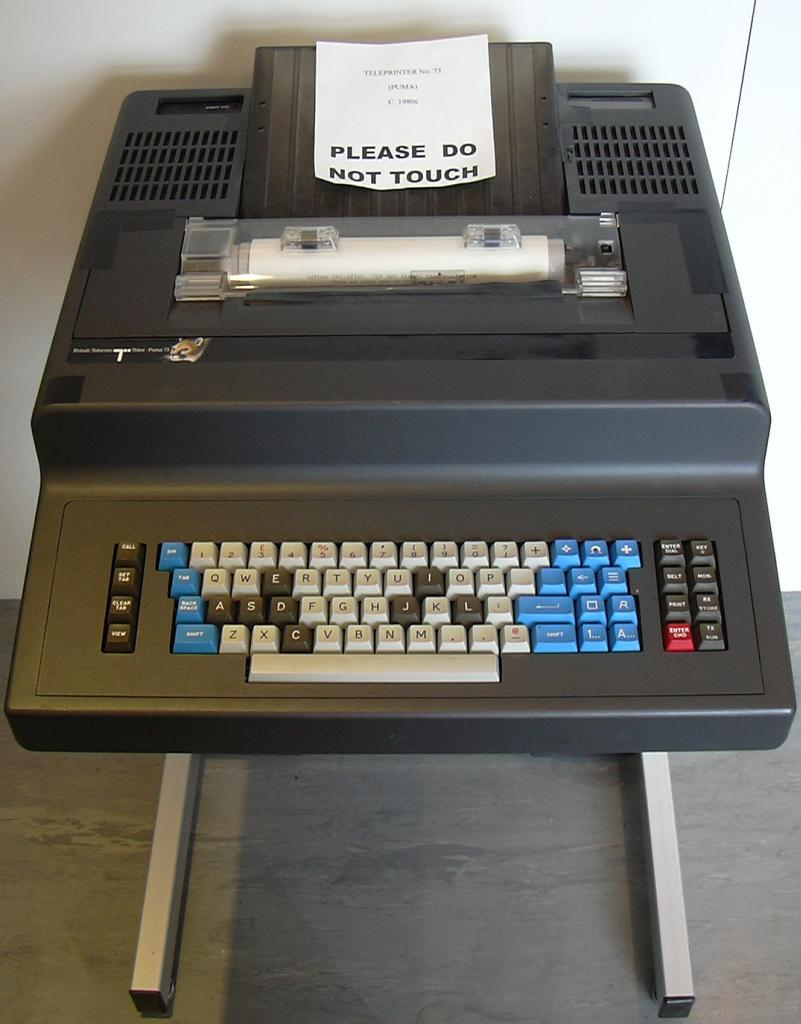
Una máquina de télex "Puma" de British Telecom de modelo tardío de los años ochenta

El término "telex" se refiere a la red, ya veces las teleimpresoras (como "máquinas télex"), aunque los sistemas de teleimpresoras punto a punto habían estado en uso mucho antes de que se construyeran los intercambios de télex en los años treinta. Las teleimpresoras evolucionaron a partir de los sistemas telégrafos y, como el telégrafo, utiliza señales binarias, con símbolos representados por la presencia o ausencia de un cierto nivel de corriente eléctrica. Esto difiere del sistema telefónico analógico, que utilizaba tensión variable para representar el sonido. Por este motivo, las centrales de télex estaban totalmente separadas del sistema telefónico, con sus propios estándares de señalización, centrales y sistema de "números de télex" (la contrapartida de los números de teléfono).
El télex proporcionó el primer medio común para las comunicaciones de registro internacionales utilizando técnicas de señalización estándar y criterios de operación tal y como especifica la Unión Internacional de Telecomunicaciones. Los clientes de cualquier central télex podrían entregar mensajes a cualquier otro, en todo el mundo. Para reducir el uso de la línea de conexión, los mensajes de télex se codificaron en cinta de papel y después se leyeron en la línea lo más rápidamente posible. El sistema normalmente entregaba información a 50 baudes o aproximadamente 66 palabras por minuto, codificada mediante el alfabeto telégrafo internacional número 2. En los últimos días de las redes de télex tradicionales, el equipo de usuario final a menudo fue sustituido por módems y líneas telefónicas, reduciendo la red de télex al que efectivamente era un servicio de directorio que funcionaba en la red telefónica.

## Historia

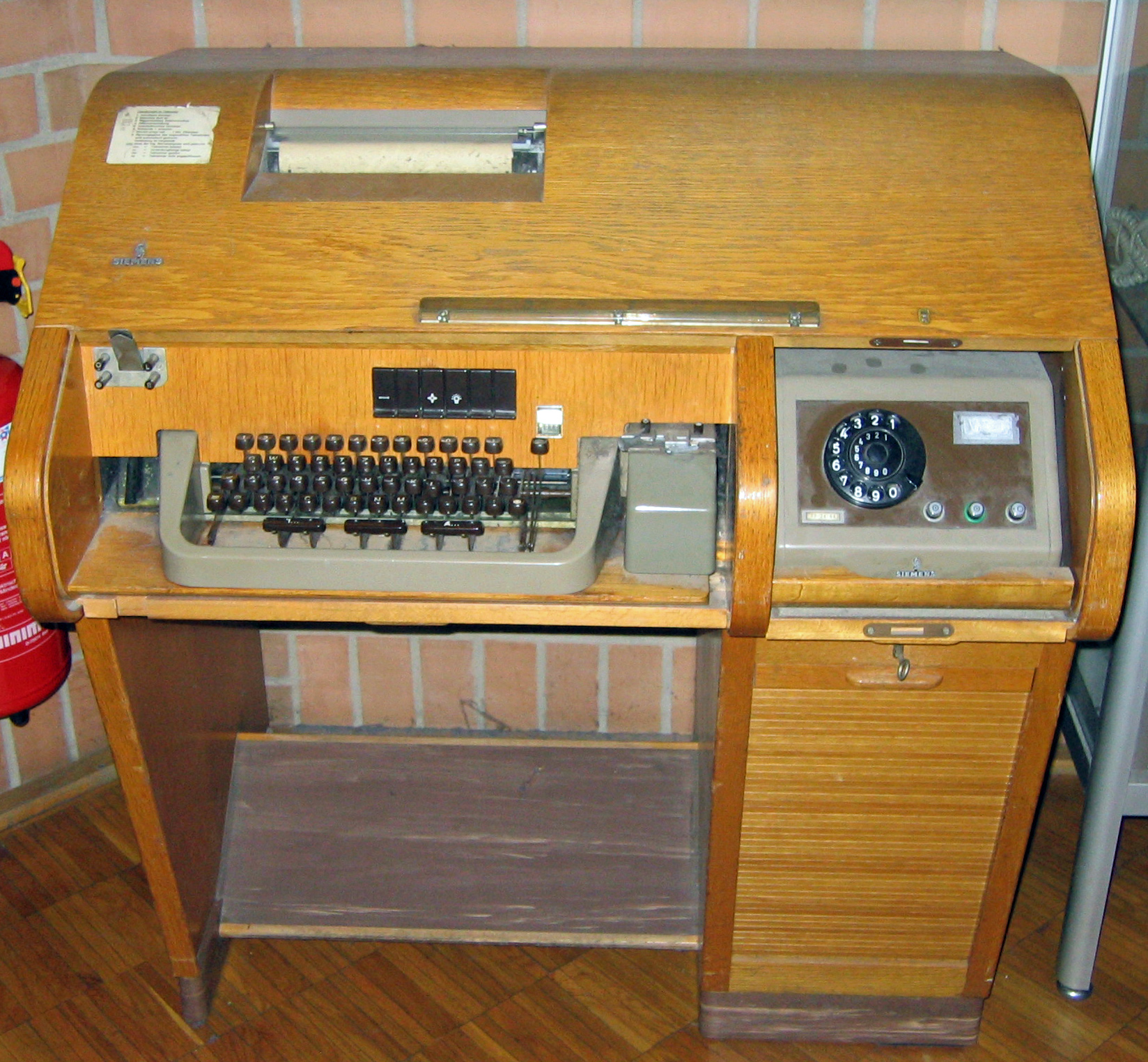
Máquina télex Siemens T100 rodeada por una caja de reducción de ruido.

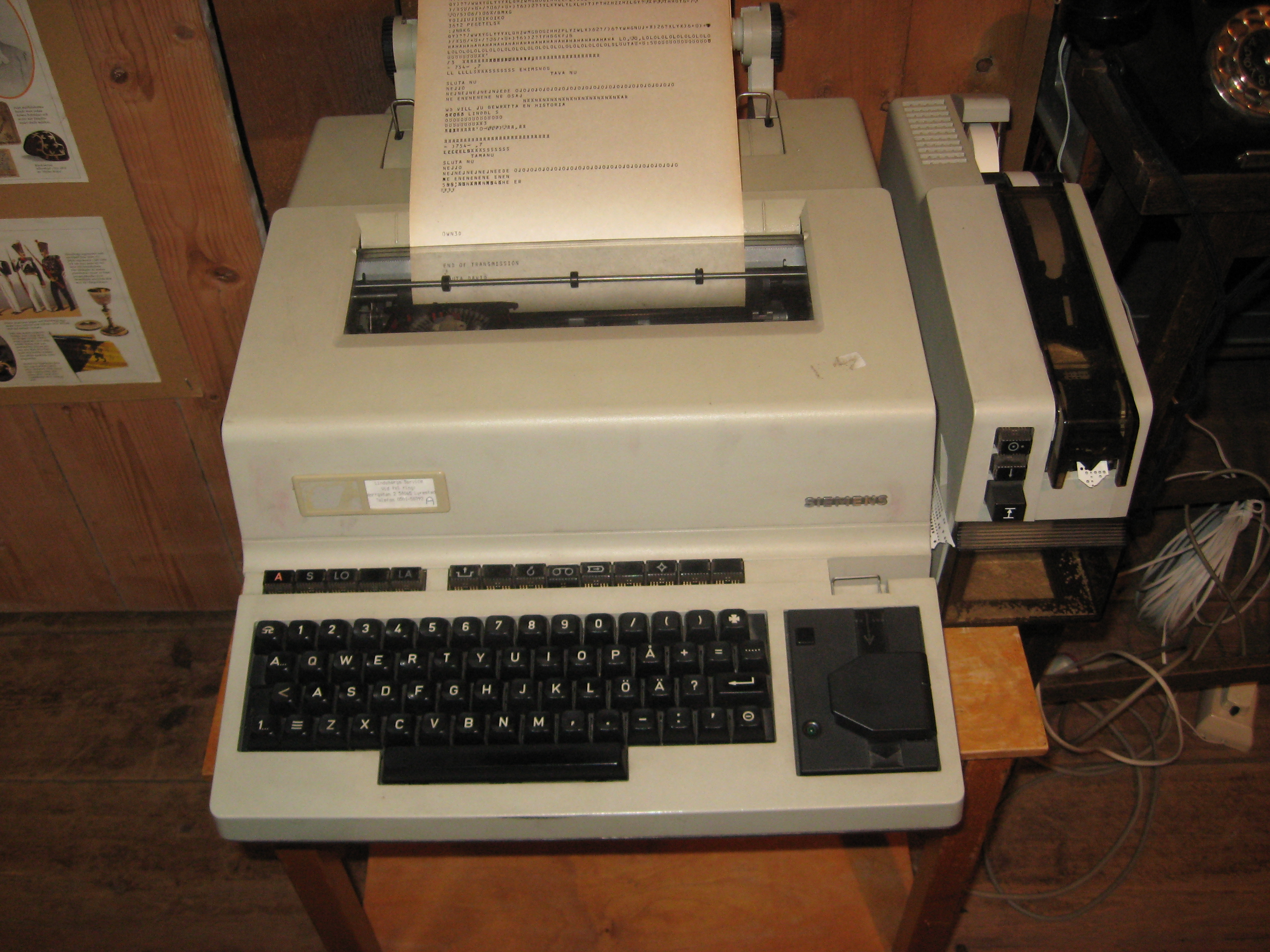
Un télex de Siemens más reciente.

Télex comenzó en Alemania como un programa de investigación y desarrollo en 1926 que se convirtió en un servicio de teleimpresora operativo en 1933. El servicio, operado por el Reichspost (Servicio postal del Reich) tenía una velocidad de 50 baudis, aproximadamente 66 palabras por minuto.
El servicio de télex se extendió por Europa y (sobre todo después de 1945) por todo el mundo. En 1978, Alemania Occidental, incluido Berlín Occidental, tenía 123.298 conexiones de télex. Mucho antes de que la telefonía automática estuviera disponible, la mayoría de países, incluso en África central y Asia, tenían al menos varios enlaces de télex de alta frecuencia (onda corta). A menudo, los servicios postales y telegráficos gubernamentales (PTT) iniciaron estos enlaces de radio. El estándar de radio más común, CCITT R.44, tenía una multiplexación por división de tiempo de retransmisión corregida por errores de canales de radio. La mayoría de los PTT empobrecidos operaban sus canales de télex en la radio (TOR) sin cesar, para obtener el máximo valor.
El coste de los equipos TOR ha continuado bajando. Aunque inicialmente el sistema requería equipamiento especializado, en A 2016 muchos operadores de radio aficionados operan TOR (también conocido como RTTY) con software especial y hardware económico para conectar tarjetas de sonido de ordenadores a radios de onda corta.
Los cablegramas o telegramas modernos funcionan realmente a través de redes de télex dedicadas, utilizando TOR siempre que sea necesario.
El télex fue el precursor de los modernos fax, correo electrónico y mensajería de texto, tanto técnica como estilísticamente. El inglés abreviado (como "CU L8R" para "nos vemos más tarde") tal y como se utiliza en los mensajes de texto se originó con operadores de télex que intercambiaban mensajes informales en tiempo real : se convirtieron en los primeros "texteros" mucho antes de la introducción de los teléfonos móviles. Los usuarios de Télex podrían enviar el mismo mensaje a varios lugares del mundo a la vez, como por ejemplo el correo electrónico actual, mediante el ordenador Western Union InfoMaster. Esto implicaba transmitir el mensaje mediante cinta de papel al ordenador InfoMaster (código de marcado 6111) y especificar las direcciones de destino del texto único. De este modo, se podría enviar un único mensaje a varias máquinas de télex y TWX distantes, así como entregar el mismo mensaje a suscriptores que no sean télex y no TWX mediante Western Union Mailgram.

## Funcionamiento y aplicaciones
Los mensajes de télex se envían dirigiéndolos a una dirección de télex, por ejemplo, "14910 ERIC S", donde 14910 es el número de abonado, ERIC es una abreviatura del nombre del abonado (en este caso Telefonaktiebolaget LM Ericsson en Suecia) y S es el país. código o código de ubicación. También existen soluciones para el encaminamiento automático de mensajes a diferentes terminales télex dentro de una organización de abonados, utilizando distintas identidades de terminal, por ejemplo, "+T148". Los códigos de país (formalmente, códigos de identificación de red) de los primeros países que adoptaron Télex son letras simples, mientras que otros países tienen códigos de dos letras. Algunos servicios especializados y ciudades americanas tienen códigos de red o de ubicación de tres letras (como MAS para Inmarsat o LSA para Los Ángeles), y algunas ciudades tienen códigos de cuatro letras (como ROVE para Rockville, Maryland ).
Una de las principales ventajas del télex es que la recepción del mensaje por parte del destinatario podría ser confirmada con un alto grado de certeza por la "respuesta". Al principio del mensaje, el emisor transmitiría un código WRU (Who Are youU) y la máquina receptora iniciaría automáticamente una respuesta que normalmente se codificaba en un tambor giratorio con clavijas, como una caja de música. La posición de las clavijas enviaba un código de identificación inequívoco al remitente, de modo que el remitente podía verificar la conexión con el destinatario correcto. El código WRU también se enviaría al final del mensaje, por lo que una respuesta correcta confirmaría que la conexión se había mantenido ininterrumpida durante la transmisión del mensaje. Esto dio al télex una importante ventaja sobre el fax del grupo 2, que no tenía ninguna capacidad inherente de verificación de errores.
El método habitual de funcionamiento era que el mensaje se preparaba fuera de línea, utilizando cinta de papel. Todas las máquinas de télex habituales incorporaban un pinchador y un lector de cinta de papel de cinco agujeros. Una vez preparada la cinta de papel, el mensaje pudo transmitirse en un tiempo mínimo. La facturación de télex siempre se hizo según la duración de la conexión, por lo que minimizando el tiempo conectado ahorró dinero. Sin embargo, también era posible conectarse en "tiempo real", donde el emisor y el destinatario podían escribir con el teclado y estos caracteres se imprimirían de inmediato en la máquina distante.
El télex también podría utilizarse como portador de información rudimentario pero funcional de un sistema informático a otro, de hecho un precursor primitivo del intercambio electrónico de datos. El sistema informático de envío crearía una salida (p. ej., una lista de inventario) en cinta de papel utilizando un formato acordado entre ellos. La cinta se enviaría por télex y debería recogerse en una cinta de papel correspondiente por el receptor y esta cinta se podría leer en el sistema informático receptor.
Un uso de los circuitos de télex, en uso hasta la adopción a gran escala de X.400 y el correo electrónico de Internet, fue facilitar un sistema de gestión de mensajes, que permitía a los sistemas de correo electrónico locales intercambiar mensajes con otros sistemas de correo electrónico y télex mediante una operación de encaminamiento central, o un conmutador. Uno de los interruptores de este tipo más grandes fue operado por Royal Dutch Shell tan recientemente como en 1994, permitiendo el intercambio de mensajes entre varios sistemas IBM Officevision, Digital Equipment Corporation ALL-IN-1 y Microsoft Mail. Además de permitir que el correo electrónico se enviara a télex, las convenciones formales de codificación adoptadas en la composición de los mensajes de télex permitieron el encaminamiento automático de los télex a los destinatarios del correo electrónico.

## Estados Unidos

### Servicio de intercambio de teletipos
El Teletypewriter Exchange Service (TWX) fue desarrollado por AT & T;T Corporation en Estados Unidos. Originalmente se transmitía a 45,45 baudios o aproximadamente 60 palabras por minuto, utilizando código Baudot de cinco bits. AT&T comenzó TWX el 21 de noviembre de 1931. AT&T posteriormente desarrolló una segunda generación de TWX llamada "cuatro filas" que utilizaba los 110 baudios, utilizando código ASCII de ocho bits. TWX se ofreció tanto en versiones ASCII "3-filas" Baudot como "4-filas" hasta finales de la década de 1970.
TWX utilizó la red telefónica pública conmutada. Además de tener códigos de área separados (510, 610, 710, 810 y 910) para el servicio TWX, las líneas TWX también se configuraron con una clase de servicio especial para evitar conexiones de POTS a TWX y viceversa.
La conversión de código/velocidad entre el servicio ASCII TWX "3-files" Baudot y "4-files" se logró mediante una placa especial de Bell "10A/B" mediante un operador en directo. Un cliente de TWX haría una llamada al operador de la placa 10A/B para llamadas Baudot – ASCII, ASCII – Baudot y también llamadas de conferencia TWX. La conversión de código/velocidad la hizo una unidad Western Electric que proporcionaba esta capacidad. Había varias unidades de conversión de código/velocidad en cada sitio del operador.
AT&T publicó la revista comercial TWX, relacionada con el Servicio de intercambio de Teletypewriter, de 1944 a 1952. Publicó artículos que tocaron muchos aspectos de la tecnología.
Western Union compró el sistema TWX de AT&T en enero de 1969. El sistema TWX y los códigos de área especiales de EE. UU. (510, 710, 810 y 910) continuaron hasta 1981, cuando Western Union completó la conversión al sistema Western Union Télex II. Todos los clientes Baudot de "3 filas" restantes se convirtieron al servicio de Western Union Télex durante el período 1979-1981. Bell Canada conservó el código de área 610 hasta 1992; sus números restantes se trasladaron al código de área no geográfico600.

### Western Union
En 1958, Western Union empezó a construir una red de télex en Estados Unidos. Esta red de télex comenzó como una central de satélite ubicada en la ciudad de Nueva York y se expandió a una red nacional. Western Union eligió Siemens & Halske AG, ahora Siemens AG, e ITT para suministrar el equipo de intercambio, suministrar los troncos de intercambio mediante el sistema nacional de microondas de Western Union y alquilar la central en las instalaciones del cliente de la compañía telefónica local.. El equipo de teleimpresora fue proporcionado originalmente por Siemens & Halske AG y más tarde por Teletype Corporation. El servicio télex internacional directo inicial fue ofrecido por Western Union, a través de WU International, en el verano de 1960 con un servicio limitado en Londres y París. En 1962, los principales intercambios se localizaron en la ciudad de Nueva York (1), Chicago (2), San Francisco (3), Kansas City (4) y Atlanta (5). La red de télex se expandió añadiendo las ciudades de intercambio de padres finales de Los Ángeles (6), Dallas (7), Filadelfia (8) y Boston (9), a partir de 1966.
Western Union ofreció conexiones desde Télex al sistema AT&T Teletypewriter eXchange (TWX) en mayo de 1966 a través de su New York Information Services Computer Center. Estas conexiones se limitaban a aquellas máquinas TWX que estaban equipadas con una capacidad de respuesta automática según el estándar CCITT.

### International record carrier
"International Record Carrier" (IRC) fue un término creado por la Comisión Federal de Comunicaciones (FCC) en Estados Unidos. El acuerdo de consentimiento original de Bell lo limitaba a la telefonía de marcado internacional, y la Western Union Telegraph Company había renunciado a su operación telegráfica internacional en un intento en 1939 por monopolizar la telegrafía norteamericana haciéndose cargo del negocio de servicios postales, telégrafos y telefónicos (PTT) de ITT. El resultado fue una disminución del énfasis en el télex en EE.UU. y la creación de diversas compañías internacionales de télex y telegrafía, llamadas colectivamente IRC
Los usuarios de Bell Télex debían seleccionar qué IRC utilizar y después añadir los dígitos de direccionamiento necesarios. Los IRC se convirtieron entre los estándares TWX y Western Union Telegraph Co.

## Declive
Télex todavía está en funcionamiento, pero no en el sentido descrito en la documentación del Libro Azul del CCITT. iTelegram ofrece un servicio similar al télex sin líneas de télex de abonado. Los suscriptores individuales pueden utilizar Deskmail, un programa de Windows que se conecta a la red de télex iTelegram, utilizando la IP como última milla. El télex ha sido sustituido principalmente por fax, correo electrónico y SWIFT, a pesar de que el radiotélex (télex a través de radio HF) todavía se utiliza en la industria marítima y es un elemento obligatorio del Sistema Global de Socorro y Seguridad Marítima.